# Frente Esperanza
El Frente Esperanza fue un partido político peruano de centroizquierda fundado en 2015 por el exministro y excongresista Fernando Olivera.

## Historia
En las elecciones presidenciales de Perú del 10 de abril de 2016, el partido obtuvo el 1,1 % del voto popular y 0 de los 130 escaños del Congreso de la República. Su candidato presidencial en las elecciones del mismo día, Fernando Olivera , obtuvo el 1,3% de los votos. Dado que el umbral electoral es del 5%, el partido perdió su inscripción en el Jurado Nacional de Elecciones. Olivera ha anunciado que volverá a inscribir al partido para las elecciones de 2021.

### Frente de la Esperanza 2021
El 30 de octubre de 2020, el Jurado Nacional de Elecciones aprobó el padrón de afiliados de Frente de la Esperanza 2021, nuevo partido de Olivera, para poder ser inscrito y participar en las elecciones generales de Perú de 2021. Al día siguiente Olivera anunció que se iba a postular a la presidencia del Perú.

## Resultados electorales

### Elecciones presidenciales
| Año  | Fórmula presidencial | Fórmula presidencial | Fórmula presidencial  | Fórmula presidencial | Votos   | %               | Resultado | Notas                                                 |
| Año  | Presidente           | Presidente           | Vicepresidentes       | Vicepresidentes      | Votos   | %               | Resultado | Notas                                                 |
| ---- | -------------------- | -------------------- | --------------------- | -------------------- | ------- | --------------- | --------- | ----------------------------------------------------- |
| 2016 |                      | Fernando Olivera     | 1.º                   | Carlos Cuaresma      | 203 103 | \| \| 1.32 % \| | 7.º       | Primera y última participación electoral del partido. |
| 2016 | 2.º                  | Fernando Olivera     | Juana Avellaneda Soto |                      | 203 103 | \| \| 1.32 % \| | 7.º       | Primera y última participación electoral del partido. |
|      | 1.32 %               |                      |                       |                      |         |                 |           |                                                       |

### Elecciones parlamentarias
| Año  | Congresistas | Congresistas    | Congresistas | Posición | Notas                                        |
| Año  | Votos        | %               | Escaños      | Posición | Notas                                        |
| ---- | ------------ | --------------- | ------------ | -------- | -------------------------------------------- |
| 2016 | 139 634      | \| \| 1.15 % \| | 0/130        | 9.º      | Primera participación electoral del partido. |
|      | 1.15 %       |                 |              |          |                                              |